# Cavador
Cavador är en blandrashund, en korsning mellan cavalier king charles spaniel och labrador retriever. De förekom först under 90-talet. 

## Utseende
Cavadoren har ofta karaktärsdrag från båda föräldrar och blir mediumstora, ungefär 15-25kg och 40-50cm i mankhöjd. Det är vanligast att de blir gula/gyllenbruna och/eller svarta, men det förekommer även att de blir röda eller en ljusare färg (liknande sin Cavalier pappa). De har ofta vita fläckar i ansikte, på magen, på tassar eller på svanstippen. De ser vanligtvis ut som en labrador i miniformat med kortare, slät päls.

## Karaktärsdrag
Cavadoren behöver en ganska stor dos motion och är en familjehund som kommer bra överens med barn och andra djur. Vissa cavadorer kan dock ha jaktinstinkten från labradoren och bör passas kring mindre djur.